# Grand Prix Formule 1 van Portugal 1989
De Grand Prix Formule 1 van Portugal 1989 werd gehouden op 24 september 1989 op Estoril.

## Uitslag
| Positie | Nummer | Rijder                | Team                  | Ronden | Tijd/Opgave         | Startplaats | Punten |
| ------- | ------ | --------------------- | --------------------- | ------ | ------------------- | ----------- | ------ |
| 1       | 28     | Gerhard Berger        | Ferrari               | 71     | 1:36:48.546         | 2           | 9      |
| 2       | 2      | Alain Prost           | McLaren-Honda         | 71     | + 32.637            | 4           | 6      |
| 3       | 36     | Stefan Johansson      | Onyx-Ford             | 71     | + 55.325            | 12          | 4      |
| 4       | 19     | Alessandro Nannini    | Benetton-Ford         | 71     | + 1:22.369          | 13          | 3      |
| 5       | 23     | Pierluigi Martini     | Minardi-Ford          | 70     | + 1 Ronde           | 5           | 2      |
| 6       | 3      | Jonathan Palmer       | Tyrrell-Ford          | 70     | + 1 Ronde           | 18          | 1      |
| 7       | 12     | Satoru Nakajima       | Lotus-Judd            | 70     | + 1 Ronde           | 25          |        |
| 8       | 7      | Martin Brundle        | Brabham-Judd          | 70     | + 1 Ronde           | 10          |        |
| 9       | 30     | Philippe Alliot       | Larrousse-Lamborghini | 70     | + 1 Ronde           | 17          |        |
| 10      | 15     | Maurício Gugelmin     | March-Judd            | 69     | + 2 Rondes          | 14          |        |
| 11      | 29     | Michele Alboreto      | Larrousse-Lamborghini | 69     | + 2 Rondes          | 21          |        |
| 12      | 24     | Luis Perez-Sala       | Minardi-Ford          | 69     | + 2 Rondes          | 9           |        |
| 13      | 25     | René Arnoux           | Ligier-Ford           | 69     | + 2 Rondes          | 23          |        |
| 14      | 8      | Stefano Modena        | Brabham-Judd          | 69     | + 2 Rondes          | 11          |        |
| NF      | 6      | Riccardo Patrese      | Williams-Renault      | 60     | Oververhitting      | 6           |        |
| NF      | 5      | Thierry Boutsen       | Williams-Renault      | 60     | Oververhitting      | 8           |        |
| NF      | 1      | Ayrton Senna          | McLaren-Honda         | 48     | Botsing             | 1           |        |
| DQ      | 27     | Nigel Mansell         | Ferrari               | 48     | Gediskwalificeerd   | 3           |        |
| NF      | 9      | Derek Warwick         | Arrows-Ford           | 37     | Ongeluk             | 22          |        |
| NF      | 11     | Nelson Piquet         | Lotus-Judd            | 33     | Botsing             | 20          |        |
| NF      | 21     | Alex Caffi            | Dallara-Ford          | 33     | Botsing             | 7           |        |
| NF      | 20     | Emanuele Pirro        | Benetton-Ford         | 29     | Ophanging           | 16          |        |
| NF      | 16     | Ivan Capelli          | March-Judd            | 25     | Motor               | 24          |        |
| NF      | 10     | Eddie Cheever         | Arrows-Ford           | 24     | Spin                | 26          |        |
| NF      | 22     | Andrea de Cesaris     | Dallara-Ford          | 17     | Elektrisch probleem | 19          |        |
| NF      | 31     | Roberto Moreno        | Coloni-Ford           | 11     | Elektrisch probleem | 15          |        |
| NQ      | 4      | Johnny Herbert        | Tyrrell-Ford          |        |                     |             |        |
| NQ      | 26     | Olivier Grouillard    | Ligier-Ford           |        |                     |             |        |
| NQ      | 39     | Pierre-Henri Raphanel | Rial-Ford             |        |                     |             |        |
| NQ      | 38     | Christian Danner      | Rial-Ford             |        |                     |             |        |
| PQ      | 41     | Yannick Dalmas        | AGS-Ford              |        |                     |             |        |
| PQ      | 37     | Jyrki Järvilehto      | Onyx-Ford             |        |                     |             |        |
| PQ      | 18     | Piercarlo Ghinzani    | Osella-Ford           |        |                     |             |        |
| PQ      | 33     | Oscar Larrauri        | EuroBrun-Judd         |        |                     |             |        |
| PQ      | 40     | Gabriele Tarquini     | AGS-Ford              |        |                     |             |        |
| PQ      | 17     | Nicola Larini         | Osella-Ford           |        |                     |             |        |
| PQ      | 35     | Aguri Suzuki          | Zakspeed-Yamaha       |        |                     |             |        |
| PQ      | 34     | Bernd Schneider       | Zakspeed-Yamaha       |        |                     |             |        |
| PQ      | 32     | Enrico Bertaggia      | Coloni-Ford           |        |                     |             |        |

## Wetenswaardigheden
- Nigel Mansell kreeg de zwarte vlag omdat hij achteruit in de pitlaan had gereden nadat hij de pitbox had gemist. Mansell negeerde deze zwarte vlag en probeerde Ayrton Senna nog te passeren. Hij raakte de Braziliaan, waardoor beide rijders uitgeschakeld werden. Senna's titelambities kregen hierdoor een zware knauw doordat Alain Prost tweede werd.
- Onyx behaalde hun eerste en enige podium.

## Statistieken
| Pole-position | Ayrton Senna   | McLaren-Honda | 1:15.468 |
| Snelste ronde | Gerhard Berger | Ferrari       | 1:18.986 |

## Noot
- Dit was het debuut van de Finse coureur J.J. Lehto.
- Driehonderdste Grand Prix-start voor een Oostenrijkse coureur.
- Eerste ronde als raceleider voor Pierluigi Martini.
- Vijfde Grand Prix-winst voor Gerhard Berger.

1958 · 1959 · 1960 · 1984 · 1985 · 1986 · 1987 · 1988 · 1989 · 1990 · 1991 · 1992 · 1993 · 1994 · 1995 · 1996 · 2020 · 2021